# Угольный мост
У́гольный мост — автодорожный железобетонный балочный мост через реку Красненькую в Красносельском районе Санкт-Петербурга.

## Расположение
Расположен в створе улицы Морской Пехоты, соединяя её с дорогой в Угольную гавань. Выше по течению находится путепровод Автово. Ближайшая станция метрополитена — «Автово».

## Название

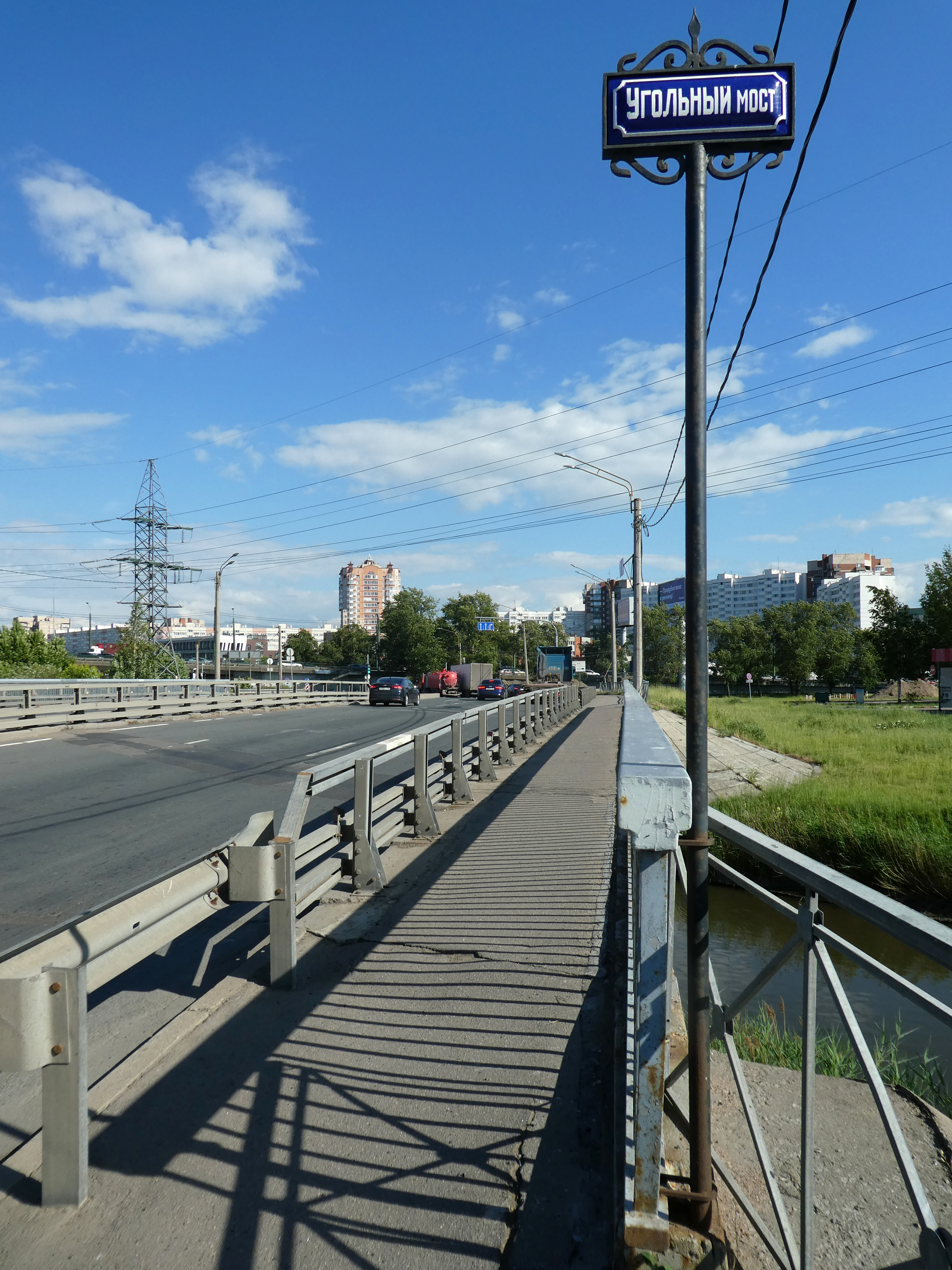
Угольный мост, табличка с названием

14 августа 2008 года мост получил название Угольный по наименованию Угольной гавани.
По официальным данным Региональной геоинформационной системы СПб rgis.spb.ru мост с таким названием (Угольный мост Кадастровый номер: 78:0:0078:0:367) находится ниже по течению. 

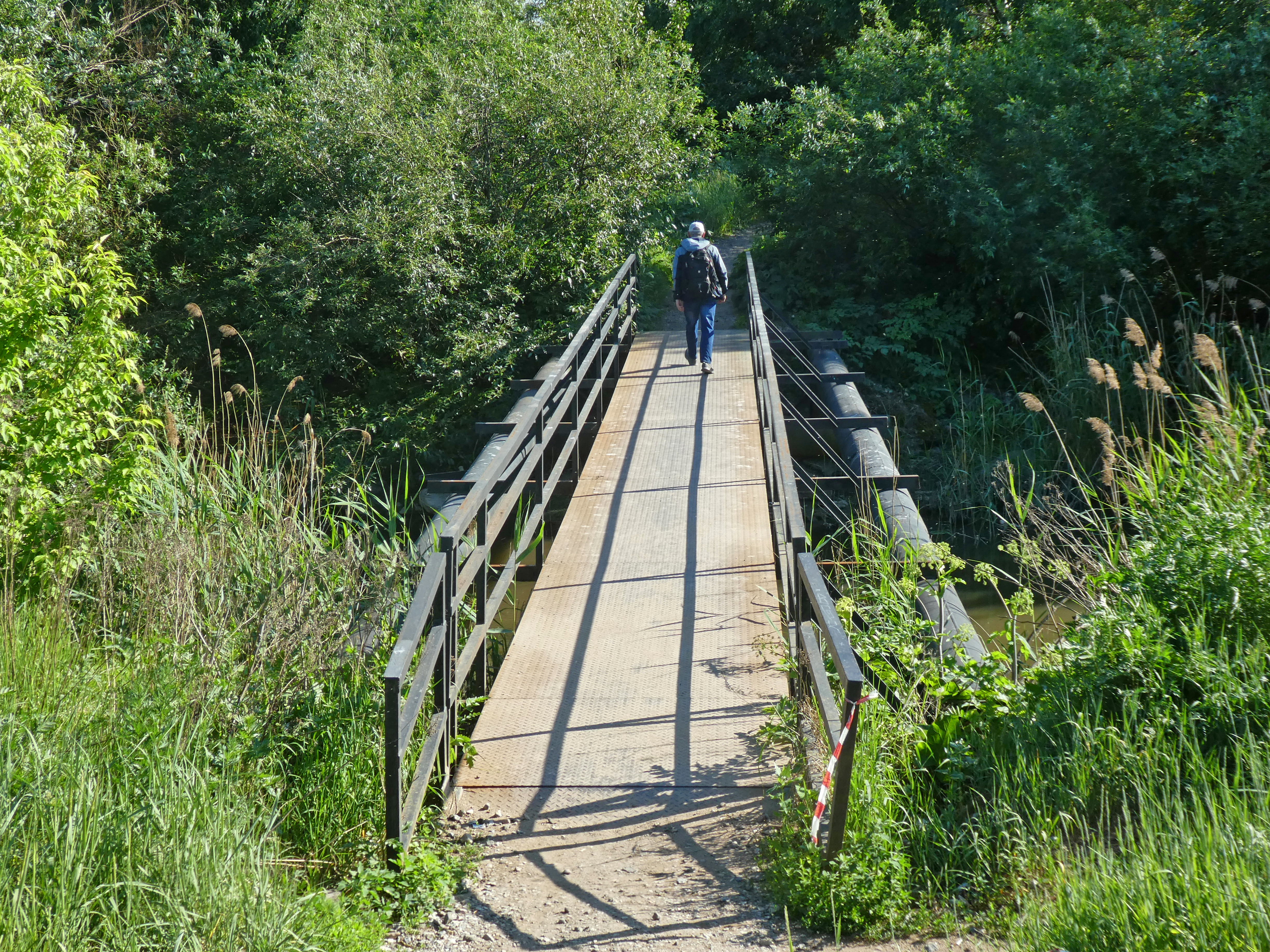
Угольный мост (по данным rgis.spb.ru)
дорога к Юноне Санкт-Петербург, Угольный мост, литера А;
Кадастровый номер: 78:0:0078:0:367

## История
Мост построен в 2007—2008 годах в рамках проекта по улучшению отвода большегрузного транспорта из района порта (Реконструкция транспортной развязки на проспекте Маршала Жукова через железнодорожные пути в Угольную гавань. 1-я очередь. Реконструкция Портовой улицы с выходом на дорогу в Угольную гавань и строительство улицы Морской пехоты с мостом через реку Красненькая). Проект моста был разработан в институте «Инжтехнология».

## Конструкция
Мост однопролётный железобетонный, балочно-разрезной системы. Пролётное строение состоит из железобетонных балок постоянной высоты. Устои из монолитного железобетона на свайном основании. Общая длина моста составляет 38 м, ширина моста — 26,3 м.
Мост предназначен для движения автотранспорта и пешеходов. Проезжая часть моста включает в себя 2 полосы для движения автотранспорта. Покрытие проезжей части и тротуаров — асфальтобетон. Тротуары отделены от проезжей части барьерным ограждением. На мосту установлено металлическое перильное ограждение простого рисунка.